# Nasu-gun

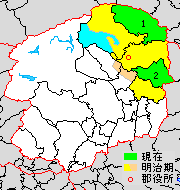
Meiji-zeitliche Ausdehnung von Nasu (Flächenfarben, heute verbliebener Rest grün) im modernen Tochigi seit 1876 (weiß) mit Gemeindegrenzen des 21. Jahrhunderts (schwarz), Sitz der modernen (1878–1926) Kreisverwaltung rot

Nasu (japanisch 那須郡 Nasu-gun, historische Lesung Nasu no kōri) ist ein Landkreis (-gun/kōri) der modernen japanischen Präfektur (-ken) Tochigi, vormodern seit dem Altertum der Provinz (kuni/-shū) Shimotsuke/Yashū in Tōsandō, in der frühen Meiji-Zeit der Präfekturen Mooka/Nikkō (nur die ehemaligen Shogunatsterritorien aus dem Kreis neben weiter bestehenden Fürstentümern im fu/han/ken-System 1868–1871) und Utsunomiya (vollständig 1871–1873).
Seit 2005 besteht er noch aus zwei Gemeinden, den Städten (-machi) Nasu und Nakagawa. In seiner ursprünglichen Ausdehnung erstreckte er sich auch in die heutigen kreisfreien Städte (-shi) Ōtawara (als solche 1954 ausgegründet), Yaita (als solche 1958 inkl. eines 1954 an den Kreis Shioya übertragenen Gemeindeteils gegründet), Nasu-Shiobara (2005 ausgegründet), Sakura (2005 inkl. einer 1955 in den Kreis Shioya eingegliederten Gemeinde gegründet) und Nasu-Karasuyama (2005 ausgegründet). Von der Reaktivierung der Landkreise als moderne Verwaltungseinheit 1878/79 bis zur erneuten Abschaffung 1921/26 befand sich die Kreisverwaltung in der Stadt (anfangs -shuku, ab 1889 -machi) Ōtawara.